# ESPN Plaza
ESPN Plaza, d'après le nom officiel ou parfois ESPN Campus est le siège social et principal lieu de tournage des émissions du réseau de chaînes sportives ESPN. Il est situé à Bristol dans le Connecticut.

## Historique
En décembre 1978, Rasmussen achète pour 18 000 USD une parcelle de moins d'un acre (4 000 m2) à Bristol dans le Connecticut, afin d'en faire son siège social car le prix du terrain à New York y est dix fois supérieur et ses finances ne le lui permettent pas. Il fait construire en 1979 un premier bâtiment de 20 000 pieds carrés (1 858 m2).
En 1996, ESPN achète une parcelle de terrain de 23 acres (0,09 km2) situé à l'est du complexe du siège social, de l'autre côté de la Ronzo Road afin de s'agrandir.
Le 9 juin 2004, ESPN commence la construction d'un bâtiment de bureaux de trois étages et 125 000 pieds carrés (11 613 m2) au sein de son siège social. En juillet 2010, un autre bâtiment de même hauteur mais de 87 500 pieds carrés (8 129 m2) doit ouvrir dans la zone baptisée East Campus, de l'autre côté de la Ronzo Road ; il regroupera les services commerciaux, de communications, le service internet, et la sécurité.
Le 9 avril 2010, ESPN inaugure le Bâtiment 13 de son siège social, un édifice de 3 étages et 139 000 pieds carrés (12 914 m2) qui accueille les départements musique, graphique et transmission,. Il est situé juste à côté d'une ferme d'antennes satellite. Le 26 décembre 2010, ESPN annonce la construction à partir de 2011 d'un nouveau bâtiment de production consacré au numérique de quatre étages et 190 000 pieds carrés (17 652 m2) en plus de celui de 120 000 pieds carrés (11 148 m2) ouvert en 2004 et de celui de 140 000 pieds carrés (13 006 m2) achevé en 2010.
Le 22 juin 2014, ESPN ouvre le premier des 5 plateaux de son nouveau studio numérique le Digital Center 2 à Bristol,. Le premier plateau de 6 400 pieds carrés (595 m2) doit être suivi par un second de  85 000 pieds carrés (7 897 m2) en août. Le bâtiment de 194 000 pieds carrés (18 023 m2) est en chanter depuis 2012 et doit remplacer le Digital Center 1 de 120 000 pieds carrés (11 148 m2) construit en 2004. Il doit permettre d'enregistrer plus de 17 heures de programmes par jour en 1080p au lieu des 4 à 5 10 ans plus tôt. Les nouveaux plateaux auront 115 écrans au lieu de 15 dont un mur de 56 formant le mur nord. Afin de suivre les consignes de Disney, le bâtiment de 100 millions d'USD doit obtenir la certification LEED, programme grâce auquel ESPN a obtenu 25 millions d'USD d'aides du gouvernement.

## Les bâtiments actuels
Le terrain occupé par ESPN Plaza est de 123 acres (497 763 m2) dont 116 acres (469 435 m2) contiguës. Le complexe comprend une vingtaine de bâtiments. Les 16 premiers édifices totalisent 950 000 pieds carrés (88 258 m2). ESPN approche le million de pieds carrés avec 17 édifices mais ce chiffre est depuis dépassé par l'ouverture de plusieurs bâtiments.

### ESPN North Campus
ESPN loue en plus un ancien site industriel de 400 000 pieds carrés (37 161 m2) au 383 Middle Street à 1,5 km au nord de son siège, lieu nommé ESPN North Campus. 
Le 13 décembre 2013, le site surnommé ESPN North Campus, ancienne usine et siège social de Superior Electric de plus de 370 000 pieds carrés (34 374 m2) de bureaux est vendu 42 millions d'USD. La société de matériel électrique avait quitté le site en 2001 et vendu en 2002 pour 7 millions d'USD tandis qu'ESPN a commencé à louer une partie du site en 2005. ESPN possède sur ce site une importante vidéothèque, des bureaux, des entrepôts de stockage, une cafétéria et une salle de gym. Au printemps 2013, la société Altus Power Management a installé 2 600 panneaux solaires sur les toits du batiment.

### Autres sites

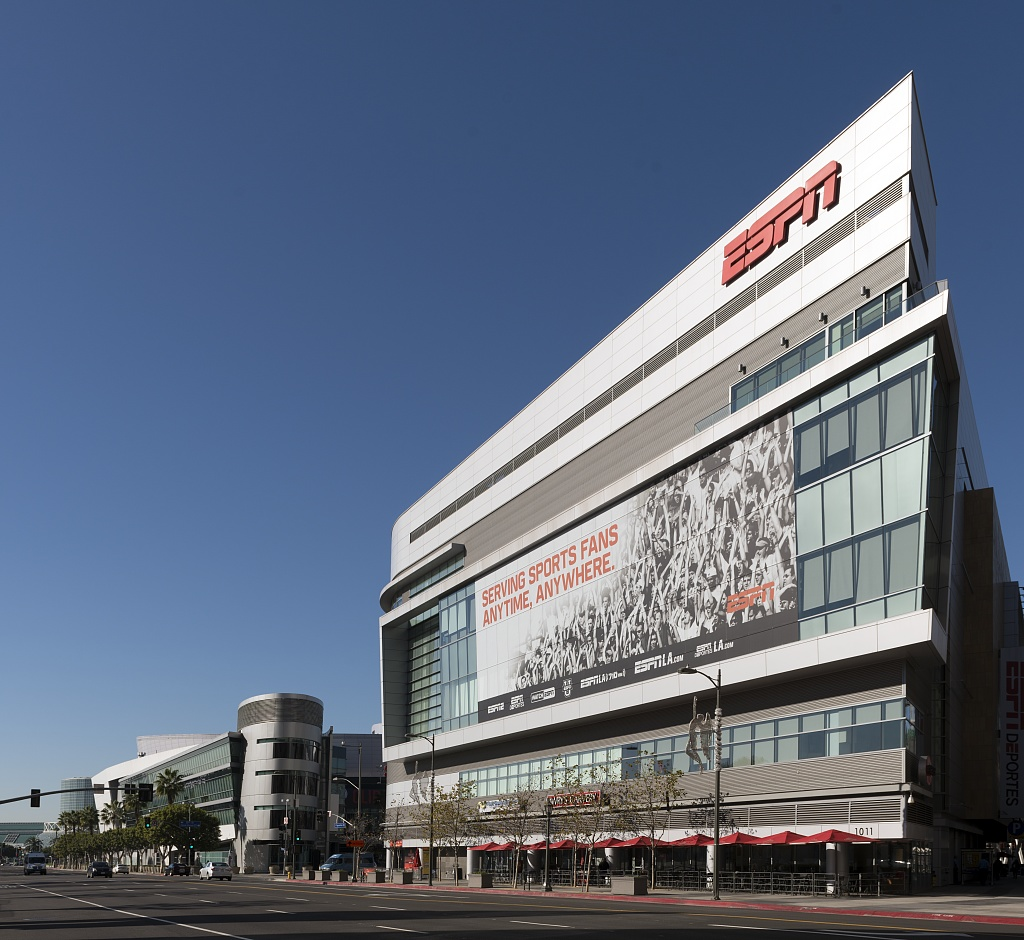
Studio ESPN à Los Angeles

ESPN possède aussi un studio à Los Angeles à proximité du Staples Center à l'angle de Figueroa Street et Chick Hearn Court. Le studio de 12 300 pieds carrés (1 143 m2) est entré en fonction le 6 avril 2009 avec l'édition d'une heure du matin de SportsCenter,,.
Il était située à proximité d'une ESPN Zone fermée en juillet 2013.